# Paul Drude
Paul Karl Ludwig Drude (Braunschweig, 12 de julho de 1863 — Berlim, 5 de julho de 1906) foi um físico alemão especializado em óptica. Ele escreveu um livro-texto fundamental integrando a óptica com as teorias de eletromagnetismo de Maxwell.

## Educação
Nascido em uma família judia, filho de um médico em Braunschweig, Drude começou seus estudos em matemática na Universidade de Göttingen, mas depois mudou sua especialização para física. Sua dissertação cobrindo a reflexão e difração da luz em cristais foi concluída em 1887, sob a orientação de Woldemar Voigt.

## Carreira
Em 1894, Drude tornou-se professor extraordinário na Universidade de Leipzig; no mesmo ano casou-se com Emilie Regelsberger, filha de um advogado de Göttingen. Eles tiveram quatro filhos. Em 1900, ele se tornou editor da revista científica Annalen der Physik, a mais respeitada revista de física da época. De 1901-1905, ele foi professor ordinarius de física na Universidade de Giessen. Em 1905, ele se tornou diretor do instituto de física da Universidade de Berlim. Em 1906, no auge da carreira, tornou-se membro da Academia Prussiana de Ciências. Poucos dias depois de sua palestra de posse, por motivos inexplicáveis, ele cometeu suicídio. Drude deixou sua esposa e quatro filhos.

### Trabalho
Drude se formou no ano em que Heinrich Hertz começou a publicar suas descobertas de seus experimentos nas teorias eletromagnéticas de James Clerk Maxwell. Assim, Drude começou sua carreira profissional na época em que as teorias de Maxwell estavam sendo introduzidas na Alemanha. Seus primeiros experimentos foram a determinação das constantes ópticas de vários sólidos, medidas em níveis de precisão sem precedentes. Ele então trabalhou para derivar relações entre as constantes óticas e elétricas e a estrutura física das substâncias. Em 1894 ele foi o responsável pela introdução do símbolo "c" para o velocidade da luz em um vácuo perfeito.
Perto do final de seu mandato em Leipzig, Drude foi convidado a escrever um livro sobre óptica, que ele aceitou. O livro, Lehrbuch der Optik, publicado em 1900, reuniu os assuntos anteriormente distintos de eletricidade e óptica, que foi citado por Drude como um "avanço que marcou época nas ciências naturais".
Em 1900, ele desenvolveu um modelo poderoso para explicar as propriedades térmicas, elétricas e ópticas da matéria. O modelo Drude seria mais avançado em 1933 por Arnold Sommerfeld e Hans Bethe.

## Obras publicadas
- Lehrbuch der Optik, Leipzig, 1906.